# Mimotesthus atricornis
Mimotesthus atricornis är en skalbaggsart som beskrevs av Pu 1999. Mimotesthus atricornis ingår i släktet Mimotesthus och familjen långhorningar. Inga underarter finns listade i Catalogue of Life.